# 혁신단
혁신단(革新團)은 한국 최초의 신극 단체인 동시에 신파극단(新派劇團)이다. 1911년 초겨울에 신파극의 비조(鼻祖)라 할 임성구에 의하여 조직되었다.
혁신단의 창립공연은 1911년 초겨울 남대문 밖에 있던 일본인 극장 어성좌(御成座)에서 《불효천벌(不孝天罰)》 외 1편을 갖고 막을 연 것이었는데, 이것이 한국 신극 운동의 시발인 것이다. 혁신단은 한국 최초의 신극단일 뿐 아니라 1910년대의 신파극단 중 대표적인 극단으로서 개화 계몽의 기치를 높이 들고, 1920년대 초까지 수백 회의 중앙 공연과 지방 순회공연을 하는 동안 일본 신파극을 한국에 이식하는 데 가장 큰 역할을 했다.
혁신단이 공연한 대표적인 레퍼토리는 《육혈포강도(六穴砲強盜)》, 《쌍옥루(雙玉淚)》, 《장한몽(長恨夢)》 등이다. 창립 당시의 재정 원조는 김치경(金致景)이 담당했고 단원은 임성구, 한창렬(韓昌烈), 황치삼(黃致三), 김기호(金基鎬), 장희원(張熙元), 양성현(梁聖賢), 고병직(高炳稷), 임용구(林容九), 고수철(高秀喆), 임운서(林雲瑞), 맹종상(孟鍾相), 김순한(金順漢), 김운선(金雲善), 천한수(千漢洙), 장인환(張仁煥), 안석현(安錫鉉), 김소랑(金小浪), 김도산(金陶山), 박창한(朴昌漢), 임인구(林仁九) 등 20여 명이었는데 단장은 임성구였다. 혁신단은 1921년 11월 대표인 임성구가 병사하자 창립된 지 10년 만에 흐지부지 해산되었다.